# 别克列迷失
别克列迷失（蒙古语转写：Beklemiš，羅馬化：bīklamīsh，见《史集》，？—1284年），斡亦剌人，元朝将领。是13世纪初效力于成吉思汗的斡亦剌部首领忽都合别乞曾孙，巴尔思不花的儿子。在《元史》等汉文史籍中记作别里迷失、别吉里迷失、别乞里迷失、别急列迷失。

## 家世
据《史集》“斡亦剌部族志”记载，他的祖父是斡亦剌部首领忽都合别乞之子脱劣勒赤、父亲是巴尔思不花，母亲是拖雷女额勒贴木儿。《元史》卷109《诸公主表》中记载“□□公主，适别吉里迷失驸马”，可知他曾迎娶成吉思汗家族的女性（具体姓名不详）。巴尔思不花家族与阿里不哥家族有紧密姻亲关系，在蒙古帝位继承战争中属阿里不哥派系，阿里不哥战败后归降忽必烈，此后成为忽必烈麾下的武将。

## 生平
别克列迷失供职于元廷，随中书右丞相伯颜等率军四出征伐，卓有战功。至元十二年（1275年），任淮安招讨使，作为伯颜麾下将领参与攻打南宋的淮安之战。当伯颜率主力进攻南城时，他率别动队攻击淮安北城西门，为攻克城池立下战功，因功受赏赐。至元十三年（1276年）：因功从佥书枢密院事、淮东行枢密院升任中书右丞。至元十三年末：昔里吉之乱爆发，进犯和林（今蒙古国哈尔和林），他受命随伯颜往漠北平叛，率元军前锋驰赴战场。至元十四年（1277年）春，先讨平应昌（今内蒙古克什克腾旗）响应昔里吉的只儿瓦台，后北上蒙古高原中部。至元十五年（1278年），在征战中，居先登之功，受赏。在呵剌牙（今蒙古国境内）与外剌台部宽赤哥率领的军队交战，麾下阿斯忒部的拜达尔攻克敌军堡垒，别克里迷失向忽必烈奏报其功绩。此阶段因阿里不哥之子明里帖木儿等参与叛乱，斡亦剌部亦加入昔里吉军，他被迫与同族交战，参与讨伐部分追随昔里吉的斡亦剌军，曾斩杀“外剌”（斡亦剌）士兵百余人。至元十六年（1279年），升任同知枢密院事，率部追击叛军至兀速洋（今俄罗斯鄂毕河上游），分兵驻守要地，缴获敌军辎重、牛马，击溃残党。至元十七年（1280年），与刘国傑等率军击破昔里吉主力，追击至阿尔泰山脉，肃清蒙古高原中部的叛乱势力。
约至元二十一年（1284年），别克里迷失因罪被处斩。据《元史·伯颜传》记载，他曾诬告伯颜死罪，不久后反遭问罪。处刑前，伯颜奉诏监刑，与他饮酒诀别，悲而无言。
别克里迷失作为斡亦剌人为忽必烈平叛，最终被处死。约百年后，洪武二十一年（1388年），卫拉特部（斡亦剌）拥立阿里不哥后裔也速迭儿，参与弑杀忽必烈后裔脱古思帖木儿。